# Elsba
Elsba er et pigenavn. Det er et ualmindeligt navn i Danmark, men bl.a. på Færøerne er det et forholdsvist almindeligt navn, dér staves det dog ofte med p.
| Fornavne | Spire Denne artikel om et fornavn er en spire som bør udbygges. Du er velkommen til at hjælpe Wikipedia ved at udvide den. |